# Jérôme-Joseph de Momigny
Jérôme-Joseph de Momigny (ur. 20 stycznia 1762 w Philippeville, zm. 25 sierpnia 1842 w Charenton) – belgijski kompozytor i teoretyk muzyki.

## Życiorys
Był uzdolnionym dzieckiem, mając 12 lat był już organistą kościelnym w Saint-Omer. Od 1785 roku pełnił funkcję organisty w opactwie św. Piotra w Lyonie. W trakcie rewolucji francuskiej zaangażował się w działalność polityczną przeciwko jakobinom, uczestniczył w walce przeciwko Konwentowi Narodowemu, w wyniku czego musiał udać się na emigrację do Szwajcarii. Po upadku rządów Robespierre’a wrócił do Lyonu. W 1800 roku osiadł w Paryżu, gdzie założył działające do 1828 roku wydawnictwo muzyczne. Opublikował w nim ponad 750 dzieł 153 różnych autorów, w tym własne kompozycje i pisma teoretyczne. Po bankructwie wydawnictwa utrzymywał się z pomocy finansowej, której udzielał mu m.in. Luigi Cherubini. Pod koniec życia zapadł na chorobę umysłową i w 1840 roku został umieszczony w przytułku dla obłąkanych w Charenton, gdzie zmarł.

## Twórczość
Nowatorskie poglądy muzykologiczne Momigny’ego nie spotkały się ze zrozumieniem współczesnych, ich znaczenie odkryto dopiero w 2. połowie XIX wieku. Do jego teorii rytmu i frazowania nawiązał Hugo Riemann. Za zasadę kształtowania przebiegu muzycznego uważał przejście od słabej do mocnej części taktu. Wskazywał na związek między podstawowymi funkcjami życiowymi człowieka (puls, bicie serca, kroki), tworzącymi podstawowe jednostki dźwiękowe, oraz na analogie między słowem a muzyką. Skonstruował 7-dźwiękowy akord diatoniczny zbudowany z tercji i dodając do utworzonej na jego podstawie skali dźwięki chromatyczne i enharmoniczne uzyskał 17-dźwiękową skalę przypominającą typową dla muzyki przełomu XIX i XX wieku politonalność.
Skomponował m.in. opery Le Baron de Felsheim, La Nouvelle Laitière i Arlequin Cedrillon, 6 kwartetów smyczkowych, 6 sonat na skrzypce i fortepian, 9 sonat na bas, skrzypxe i fortepin, Grand nocturne na skrzypce lub flet i fortepian, utwory fortepianowe, pieśni. Jego muzyka ma charakter salonowy i nie zdobyła sobie większego uznania.

## Ważniejsze prace
(na podstawie materiałów źródłowych)
- Méthode de piano (wyd. Paryż 1802)
- La Première Année de leçons de pianoforte (wyd. Paryż 1802–1803)
- Cours complet d’harmonique et de composition (wyd. Paryż 1803–1806, 2. wyd. 1808)
- Exposé succint du seul système musical qui soit partout d’accord avec la nature, avec la raison et avec la practique (wyd. Paryż 1808)
- Le Noveau Solfège (wyd. Paryż 1808)
- La Seule Vraie Théorie de la musique (wyd. Paryż 1821)
- À l’Académie des Beaux-Arts (wyd. Paryż 1831)
- Cours général de musique (wyd. Paryż 1834)